# Codice di Nitra
Il Codice di Nitra (in slovacco Nitriansky kódex) è un evangeliario latino, che rappresenta il più antico manoscritto conservato nel territorio dell'odierna Slovacchia.
Probabilmente risale al 1083. Il Codice di Nitra è un libro scritto con lettere di bell'aspetto in minuscola carolina e capilettera colorati, contenente letture liturgiche. I suoi cinquanta fogli sono legati in una rilegatura in ottone. La parte frontale è la più interessante della rilegatura e la sua decorazione è una vera gemma artistica. Presenta una croce reliquiario in argento, con un interno cavo contenente frammenti di legno e un pezzo di tessuto spesso. Secondo la tradizione, i frammenti appartengono alla croce, che nel IV secolo fu trovata sul Golgota da sant'Elena, madre dell'imperatore romano Costantino il Grande. Questa croce d'argento è sormontata da un altro Crocifisso e accompagnata ai lati da due figure. Il tutto è alloggiato in un profondo vano delimitato da una massiccia cornice. 
Fu redatto nell'abbazia di Hronský Beňadik. Oltre alle pericopi evangeliche, contiene i nomi dei santi e un elenco delle feste liturgiche celebrate al momento della sua creazione.
Il Codice fu a lungo conservato dietro le mura dell'abbazia. Dopo la morte dell'abate benedettino Giovanni III nel 1510, l'abbazia incominciò a declinare materialmente e spiritualmente. In questi frangenti il codice nel 1556 venne donato al capitolo di Strigonio. L'arcivescovo Juraj Slepčiansky-Pohronec ebbe grande merito per il suo ritorno in Slovacchia. Grazie a lui questo raro monumento scritto di importanza europea raggiunse Nitra. Tuttavia, dal 1919 al 1942, fu nuovamente custodito a Strigonio nel tesoro della cattedrale. Il codice tornò a Nitra definitivamente nel 1942, fu custodito nel castello di Nitra e oggi è esposto nel Museo diocesano allestito nello stesso castello.
Il Codice di Nitra è incluso nella lista dei Monumenti culturali nazionali negli archivi della Repubblica Slovacca, dove è catalogato con il numero uno, in quanto è il monumento più antico.